# Thelotrema integrellum
Thelotrema integrellum är en lavart som beskrevs av Julien Herbert Auguste Jules Harmand 1912. 
Thelotrema integrellum ingår i släktet Thelotrema och familjen Thelotremataceae. Inga underarter finns listade i Catalogue of Life.